# آنا کاسارس
آنا کاسارس (اسپانیایی: Ana Casares‎؛ ۱۹۳۰ – ۱۳ مارس ۲۰۰۷) بازیگر اهل لهستانی-آرژانتینی سینما و تلویزیون بود.
از فیلم‌هایی که وی در آن‌ها نقش داشته است، می‌توان به مرا ببوس هیولا و ماجراهای دو زیبارو اشاره نمود.